# Wierch Bystrzaniec
Wierch Bystrzaniec (1050 m) – wypłaszczenie w południowo-wschodnim (niżej zakręcającym na południowy wschód) grzbiecie Gorca, który poprzez przełęcz Wierchmłynne i Twarogi ciągnie się aż do Dunajca. Znajduje się w tym grzbiecie pomiędzy szczytem Gorca i polaną Tokarka. Południowe stoki Wierchu Bystrzańca opadają do doliny potoku Młynne, północne do doliny potoku Zasadnego. Jest porośnięty bukowym lasem. Prowadzi przez niego droga leśna z przełęczy Wierchmłynne na Gorc Młynieński.
Wierch Bystrzaniec i polana Tokarka wymieniane są w starszych przewodnikach turystycznych i zaznaczane na starych mapach, na nowych często są pomijane. W 2015 r. od przełęczy Wierchmłynne gmina Ochotnica Dolna wykonała na Gorc drogę o szerokości 3 m. Niezbędna była do transportu materiałów do budowy wieży widokowej na Gorcu, a ma służyć także rowerzystom i narciarzom. Drogą tą poprowadzono nowy szlak turystyki rowerowej i narciarskiej.
Przez Wierch Bystrzaniec biegnie granica między wsią Ochotnica Dolna w powiecie nowotarskim i wsią Zasadne w powiecie limanowskim.
 przełęcz Wierch Młynne – Lelonek – Tokarka – Bystrzaniec – Wierch Bystrzaniec – Gorc. Długość 3,6 km.